# بالسين شريف أباد
بالسين شريف‌ أباد هي قرية في مقاطعة ميانة، إيران. عدد سكان هذه القرية هو 207 في سنة 2006.